# Classiculomycetes
Classiculomycetes es una clase de hongos basidiomicetos de la subdivisión Pucciniomycotina que contiene un solo orden Classiculales, una familia Classiculaceae y esta a su vez contiene dos géneros monotípicos.

## Descripción
Se conoce muy poco sobre la ecología de estos hongos, pero se sabe que ciertas especies pueden ser acuáticas, parásitos de plantas, algas y otros hongos. Los miembros de esta clase son mohos que poseen poros septales. La reproducción es asexual y se realiza a través de conidios que tienen ramas subapicales ampliamente divergentes. Estos se parecen a los conidios de otros hongos acuáticos. Se ha observado que la etapa reproductiva ocurre solo en la superficie de agua. Los basidios se presentan en grupos, están divididos transversalmente por tres paredes septales y tienen esterigmas subapicamente hinchados, el último de los cuales es único en los Pucciniomycotina. Las basidiosporas son pequeñas y alargadas (1.5–2 × 20–40 µm), que también es un carácter presente en otros hongos acuáticos.

## Géneros
Contiene los siguientes géneros:
- Classiculales
  - Classiculaceae
    - Classicula – Género tipo
    - Jaculispora